# Hóp (Islande)
Ne doit pas être confondu avec Hóp (Vinland).
Pour les articles homonymes, voir Hop.

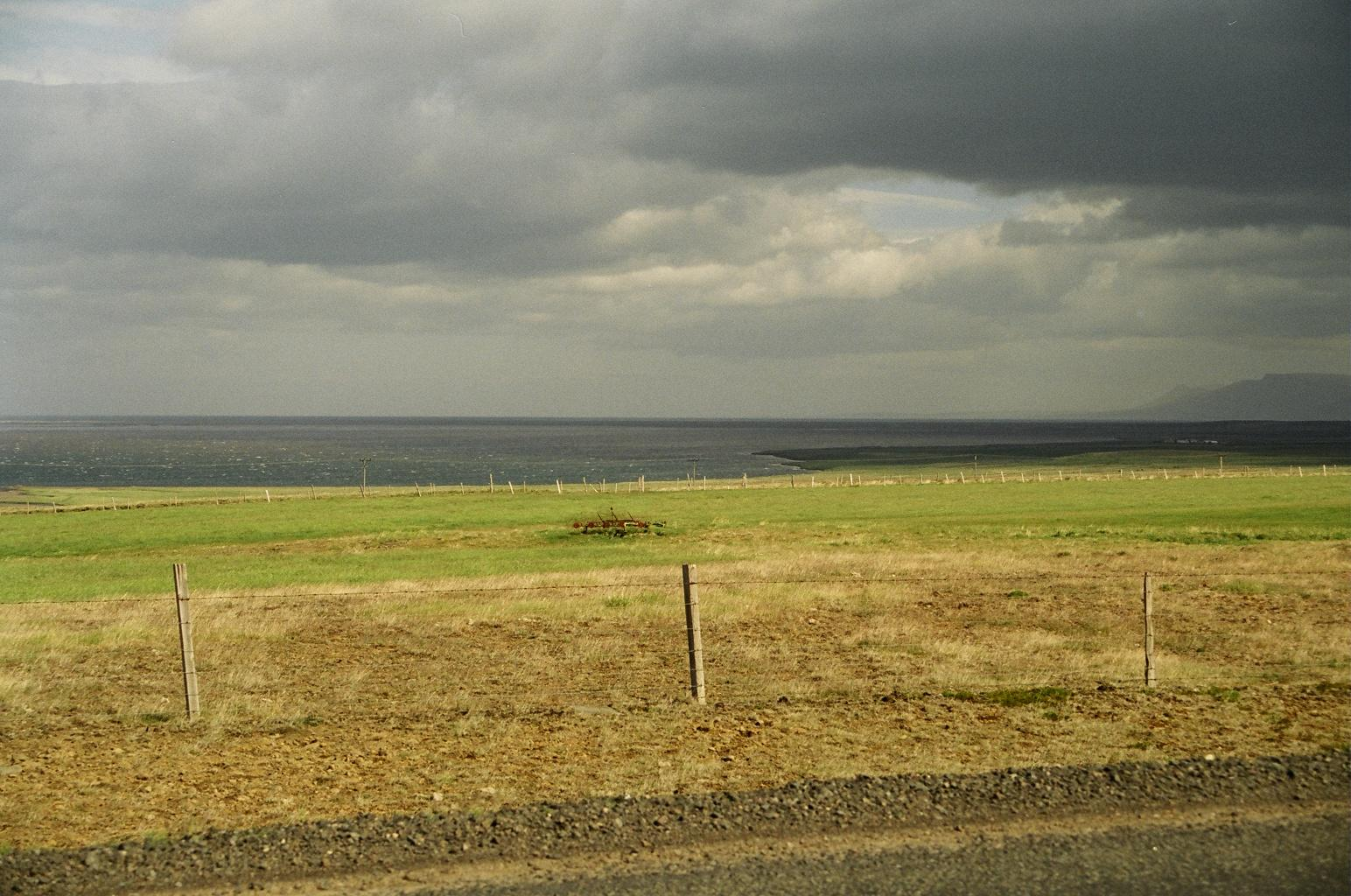
Hóp

Le lac Hóp est un lac ou plutôt une lagune au nord de l'Islande près de Blönduós, à l'extrémité sud du Húnafjörður. 
La surface du lac dépend des marées et mesure donc entre 29 et 44 km2. Sa profondeur maximale est de 9 m.
À l'extrémité ouest du lac se trouve Borgarvirki, colline sur laquelle sont situées des anciennes fortifications.